# Kanton Loriol-sur-Drôme
Loriol-sur-Drôme is een kanton van het Franse departement Drôme. Het kanton maakt deel uit van de arrondissementen Die (6) en Valence (2).

## Gemeenten
Het kanton Loriol-sur-Drôme omvatte tot 2014 de volgende 6 gemeenten:
- Ambonil
- Cliousclat
- Livron-sur-Drôme
- Loriol-sur-Drôme (hoofdplaats)
- Mirmande
- Saulce-sur-Rhône

Na de herindeling van de kantons door het decreet van 20 februari 2014, met uitwerking op 22 maart 2015, omvat het kanton volgende 8 gemeenten :
- Allex
- Ambonil
- Cliousclat
- Étoile-sur-Rhône
- Livron-sur-Drôme
- Loriol-sur-Drôme
- Mirmande
- Montoison